# 卢瓦尔河畔莱罗西耶
卢瓦尔河畔莱罗西耶（法語：Les Rosiers-sur-Loire，法語發音：[le ʁozje syʁ lwaʁ] ⓘ）是法国曼恩-卢瓦尔省的一个旧市镇，属于索米尔区。该市镇总面积26.11平方公里，2009年时的人口为2348人。
2018年，卢瓦尔河畔莱罗西耶合并入热讷-瓦勒德卢瓦尔。

## 人口
卢瓦尔河畔莱罗西耶人口变化图示